# Deubitzbach (Schleifbach)
Der Deubitzbach entspringt nördlich von Söllichau und mündet in Kossa in den Schleifbach. Der Schleifbach und der Deubitzbach haben zusammen eine Länge von 18 km und entwässern rund 37 km².